# Дален (Альтмарк)
Дален (нем. Dahlen) — община в Германии, в земле Саксония-Анхальт. Входит в состав района Штендаль. Подчиняется управлению Штендаль-Ухтеталь. Население составляет 646 человек (на 31 декабря 2006 года). Занимает площадь 24,54 км².

## Фотографии
- Церковь